# Hazel LeRoy Wallace
Hazel LeRoy Wallace (ur. 12 listopada 1897 w Lethbridge, zm. 22 marca 1976) – kanadyjski as myśliwski z okresu I wojny światowej. Odniósł 14 zwycięstw powietrznych.
Hazel LeRoy Wallace w 1917 roku służył w Royal Naval Air Service w 9 eskadrze RNAS (9 Naval). W jednostce odniósł swoje pierwsze zwycięstwo powietrzne, 6 września 1917 roku zestrzelił niemiecki samolot Albatros C. Na początku 1918 roku został przeniesiony do 1 Eskadry RNAS, w której w marcu zestrzelił dwa samoloty Albatros D.V. Po przeniesieniu jednostki do Royal Flying Corps 1 kwietnia Wallace pozostał w jednostce do końca maja odnosząc kolejne zwycięstwa.  Po przejściu na przełomie maja i czerwca 1918 roku do jednostki No. 3 Squadron RAF został mianowany dowódcą jednego z kluczy. Wszystkie zwycięstwa powietrzne odniósł na samolocie Sopwith Camel.
Ostatnie zwycięstwo odniósł 22 sierpnia 1918 roku. Razem z porucznikiem George'em Rileyem w okolicach Tilloy zestrzelili niemiecki balon obserwacyjny.